# ヤーマン
ヤーマン株式会社は、東京都江東区に本社を置く美容・健康機器メーカー。JPX日経中小型株指数の構成銘柄の一つ。

## 概要
1978年設立。美容機器と化粧品の研究開発・製造・輸出入販売を行い、美容健康機器の業界を牽引するメーカーである。
設立当初は半導体検査装置の輸入をし、国内の大手半導体製造会社向けに販売。その後、レーザー工学による測定システムの開発に成功し、この技術を利用して健康機器産業に事業を拡大。
現在は美容健康機器や化粧品の研究開発・製造・販売を主に行う。2018年2月時点での特許取得数（取得済みの権利の累計）は260件にのぼる。機能性表示食品の開発も行う。

## 沿革
- 1978年5月/1978年
  - ヤーマンリミテット株式会社として東京都中央区に設立し、技術部門を設置
  - 光学変位計を開発。「瀬戸大橋」のたわみを計測
- 1981年5月
  - ヤーマン株式会社に社名変更
- 1985年1月
  - 「体内脂肪重量計」（足で測定する体脂肪計）を開発
- 1991年7月
  - 東京都江東区古石場一丁目4番に本社ビル完成
- 1997年5月
  - 東京都江東区東陽二丁目4番 新宮ビルに本社営業所を開設
- 1998年5月
  - 通信販売業者との直接卸売取引を開始
- 2001年1月
  - 家電量販代理店との卸売取引を開始
- 2007年4月
  - 直販部門を新設しインフォマーシャル放送を開始
- 2007年5月
  - ミネラルコスメブランド「ONLY MINERALS」の販売を開始
- 2009年12月
  - 12月24日 - ジャスダックに上場。
- 2011年1月
  - 1月27日 - 東京証券取引所2部に上場。
- 2011年2月
  - エステの手技の再現を目指した家庭用美容機器「アセチノ」シリーズの販売を開始
- 2012年1月
  - 1月27日 東京証券取引所 市場第一部銘柄指定
- 2012年10月
  - 香港にて美容機器の販売を開始
- 2013年10月
  - 家庭用RF（ラジオ波）美顔器シリーズ「プラチナホワイトRF」の販売を開始
- 2014年3月
  - 家庭用キャビテーション美容器「キャビスパ」シリーズの販売を開始
- 2015年2月
  - 米国子会社YA-MAN U.S.A LTD.設立
- 2015年11月
  - 業務用美容機器と家庭用美容機器を取り扱うサロン専売ブランド「YA-MAN Professional」の販売を開始
- 2016年4月
  - 中国最大のECモール「T-mall」に雅萌旗艦店をオープン
- 2016年8月
  - 初の直営店を東京 銀座にオープン
- 2017年10月
  - 百貨店に初の美容機器の常設店舗をオープン
- 2017年11月
  - 韓国にて美容機器の販売を開始
- 2018年3月
  - 設立40周年に向けてコーポレートロゴを刷新
  - ウェアラブルEMS美容器「メディリフト」シリーズの販売を開始
- 2018年4月
  - シンガポールにて美容機器の販売を開始
- 2018年5月
  - 家電量販店に初めてのインショップをオープン
- 2018年6月
  - インドネシアにて美容機器の販売を開始
  - グローバルサイトを開設、グローバルアフターサービスを開始
- 2018年8月
  - 「まかないこすめ」ブランドを展開する株式会社ディーフィットの株式を100%取得し子会社化
- 2018年10月
  - ベトナムにて美容機器の販売を開始
  - 関西初の直営店を大阪 難波にオープン
- 2018年12月
  - ロシアにて美容機器の販売を開始
- 2019年4月
  - メディリフトストア1号店をオープン
- 2019年10月
  - 「アセチノ」シリーズをリニューアルし、新ブランド「mysé(ミーゼ)」として販売を開始
- 2020年2月
  - 顔専門トレーニングジム「FACE LIFT GYM」の1号店を青山にオープン
- 2020年4月
  - 中国最大の越境ECサイト「Tmall国際」に「ONLY MINERALS海外旗艦店」をオープン
- 2023年11月
  - 29日、東京・銀座に初の旗艦店「YA-MAN the store GINZA（ヤーマン ザ ストア ギンザ）」を開業